# Người Canada gốc Phần Lan
Người Canada gốc Phần Lan là công dân Canada có nguồn gốc tổ tiên là người Phần Lan hoặc người Phần Lan đã di cư đến và cư trú tại Canada. Theo điều tra dân số năm 2001, hơn 131.040 người Canada tuyên bố có tổ tiên là Phần Lan. Người Phần Lan bắt đầu đến Canada vào đầu những năm 1880, và với số lượng lớn hơn nhiều vào đầu thế kỷ 20 và cả vào giữa thế kỷ 20. Người Phần Lan nhập cư đến Canada thường là kết quả trực tiếp của suy thoái kinh tế và chiến tranh, hoặc do hậu quả của các cuộc xung đột lớn như Nội chiến Phần Lan.   Canada thường được chọn là điểm đến cuối cùng vì sự tương đồng về khí hậu và điều kiện tự nhiên, trong khi việc làm khai thác gỗ hoặc làm nương rẫy đã thu hút những người nông dân không có đất vào đầu thế kỷ 20..  Các phong trào di cư của người Phần Lan giữa Canada và Hoa Kỳ cũng rất phổ biến.
Vào đầu thế kỷ 20, những người Phần Lan nhập cư mới đến Canada nhanh chóng tham gia vào các tổ chức chính trị, nhà thờ, câu lạc bộ thể thao và các hình thức sống liên kết khác..  Hội trường và hợp tác xã thường được dựng lên trong các cộng đồng có dân số Phần Lan khá lớn. "Người Canada gốc Phần Lan" đã đi tiên phong trong nỗ lực thành lập hợp tác xã ở một số thành phố của Canada. Hợp tác xã lớn nhất của Canada, Hiệp hội hợp tác của người tiêu dùng, được thành lập bởi người Phần Lan.
Điều tra dân số năm 2011 đã ghi nhận 136.215 người Canada có tổ tiên là Phần Lan, tăng so với tổng điều tra năm 2006.

## Lịch sử
Những người Phần Lan nhập cư sớm nhất đến Canada đến từ Mỹ, có thể sớm nhất là vào những năm 1820 để xây dựng Kênh đào Welland. Đường sắt Thái Bình Dương Canada tuyển dụng người nhập cư trực tiếp từ Phần Lan vào cuối những năm 1800.
Những người Canada có tổ tiên là Phần Lan thường thành lập một tỷ lệ lớn các tổ chức cánh tả vào đầu những năm 1900, vì Phần Lan, vào năm 1906 với tư cách là một phần của đế chế Nga, đã trở thành một trong những quốc gia đầu tiên áp dụng quyền phổ thông đầu phiếu. Cho đến đầu những năm 1940, cái gọi là "người Phần Lan Đỏ", những người có niềm tin xã hội chủ nghĩa sâu sắc, đông hơn hẳn "người Phần Lan Trắng", những người Phần Lan tôn giáo và bảo thủ hơn. Điều này một phần là do số lượng người tị nạn chính trị thoát khỏi cuộc đàn áp sau Nội chiến Phần Lan, nhưng cũng có thể là do phản ứng của một số người Phần Lan, trước đây là phi chính trị từ vùng nông thôn Ostrobothnia, với nền kinh tế khắc nghiệt điều kiện. Những người Canada ở Phần Lan có quan điểm chính trị chủ nghĩa Marx đã liên kết với Đảng Dân chủ Xã hội Canada và sau đó, với Đảng Cộng sản Canada, xoay quanh tờ báo Vapaus (Tự do). Tuy nhiên, nhiều người Phần Lan không tin tưởng vào các chính trị gia do nhận thức được sự thất bại và chủ nghĩa cải cách của Đảng Dân chủ Xã hội Phần Lan trong cuộc tổng đình công vào tháng 11 năm 1917 và chính sách cải cách mà đảng này đã áp dụng sau Nội chiến. Những người Phần Lan đến Canada vốn đã phải đối mặt với xung đột giai cấp và đàn áp nghiêm trọng sẽ hợp tác với liên minh cấp tiến, Công nhân Công nghiệp Thế giới (IWW) nhấn mạnh chủ nghĩa chống độc tài và chống quốc gia chủ nghĩa. Công nhân Công nghiệp Thế giới sẽ có ảnh hưởng đáng kể trong các mỏ và trại khai thác gỗ ở Bắc Ontario.
Sự sụt giảm dân số Phần Lan tại Canada bắt đầu với cuộc di cư 2000-3000  công nhân lành nghề và người khai thác gỗ đến Kareliya thuộc Liên Xô trong những năm 1920 và 30 và một số lượng lớn tình nguyện viên Phần Lan-Canada trong Nội chiến Tây Ban Nha. Người Canada gốc Phần Lan, cùng với người Ukraine, thành lập bộ phận tình nguyện viên lớn nhất trong đội ngũ Lữ đoàn Quốc tế, Tiểu đoàn Mackenzie–Papineau của Canada. Người Phần Lan thành lập đại đội súng máy "Ilkka" của Tiểu đoàn Mackenzie-Papineau. Giai đoạn sau những năm 1930 đánh dấu sự suy giảm hoạt động hợp tác của Phần Lan ở Canada.
Canada bắt đầu chứng kiến sự gia tăng mạnh mẽ lượng nhập cư từ Phần Lan vào cuối những năm 1920 trở đi, vì Hoa Kỳ Đạo luật Nhập cư năm 1924 không coi Phần Lan là một trong số các quốc gia Tây Âu thuận lợi để nhập cư, dẫn đến một giới hạn 500 người Phần Lan nhập cư mỗi năm vào Mỹ. Bất chấp sự ủng hộ của người Phần Lan "Da trắng" bảo thủ đối với Đức Quốc xã trong Thế chiến thứ hai, chính sách nhập cư của Canada trong những năm 1940 ủng hộ việc kết nạp "người Phần Lan trắng" vào Canada. Điều này, kết hợp với quan điểm chống chủ nghĩa xã hội quyết liệt trong thời kỳ hậu Thế chiến II, đã dẫn đến sự thay đổi cán cân chính trị của cộng đồng Phần Lan-Canada.